# Basilica di Notre-Dame di Montréal
La basilica di Notre-Dame (in francese: Basilique Notre-Dame de Montréal) è una basilica cattolica del distretto storico di Vieux-Montréal a Montréal, in Canada. Si trova al numero 110 della Rue Notre-Dame Ouest, all'angolo della Rue Saint Sulpice. È situata vicino al seminario di San-Sulpice e di fronte alla Place d'Armes.
L'architettura neogotica della chiesa è tra le più esemplari al mondo. Il suo interno è ampio e colorato, il suo soffitto è colorato di un cupo blu puntellato da stelle dorate, mentre il resto del santuario ha policromie di blu, azzurro, rosso, porpora, argento e oro. È arredato da centinaia di elaborati intagli in legno e numerose statue religiose. Insolitamente per una chiesa, le vetrate lungo le pareti del santuario non descrivono scene bibliche, ma piuttosto le scene dalla storia religiosa di Montréal. Possiede inoltre un organo a canne Casavant Frères, che contiene quattro tastiere, 97 registri, oltre 9.000 diverse canne e una pedaliera.

## Storia

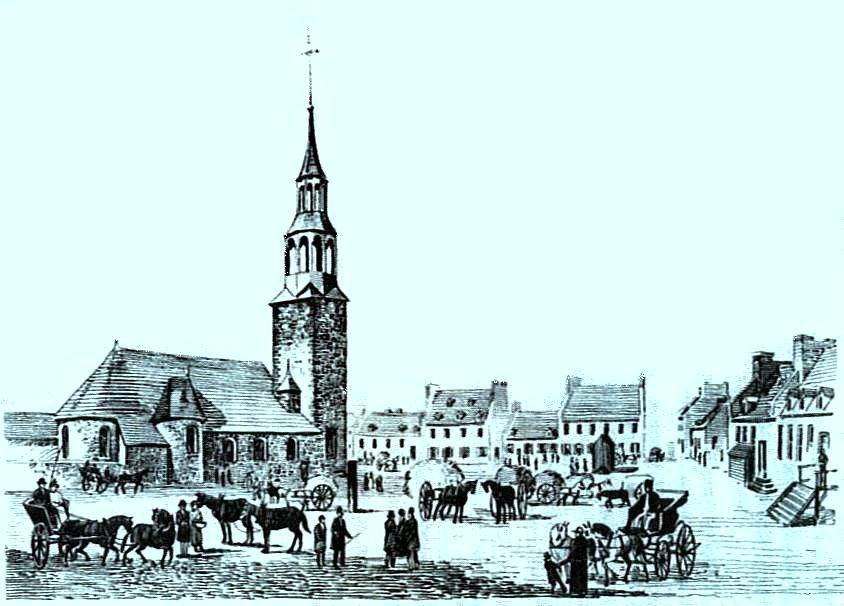
La prima chiesa di Ville-Marie

Nel 1657 la Compagnia dei Sacerdoti di San Sulpizio è arrivata a Ville-Marie (l'odierna Montreal); sei anni dopo il feudo dell'isola venne da loro acquisito, governando fino al 1840. La parrocchia che fondarono venne dedicata al Santissimo Nome di Maria e venne eretta sul luogo col nome di chiesa di Notre-Dame nel 1672. Rivestì l'incarico di prima cattedrale della diocesi di Montréal dal 1821 al 1822.
Dal 1824 la congregazione divenne troppo numerosa per la chiesa, costringendo all'edificazione di un nuovo tempio, progettato da James O'Donnell, un architetto irlandese americano protestante di New York. O'Donnell era un promotore dell'architettura neogotica e progettò tale la chiesa. È l'unica persona sepolta nella cripta. Egli si convertì infatti al cattolicesimo in punto di morte forse necessario per essere sepolto nella sua chiesa.
Il santuario venne terminato nel 1830, mentre la prima torre campanaria nel 1843. Quando fu ultimata era la chiesa più ampia del Nord America. Un nuovo organo a canne venne realizzato nel 1858 da Samuel Russell Warren.
L'interno richiese molto più tempo e Victor Bourgeau, che lavorò anche nella cattedrale monrealese, vi si dedicò dal 1872 al 1879. Lo scalpellino John Redpath fu il maggior partecipante alla costruzione della basilica.
Per lo splendore e la vasta scala della chiesa, un'ulteriore cappella, la Chapelle du Sacré-Coeur (Cappella del Sacro Cuore), venne costruita dietro di essa, con alcuni uffici e una sacrestia. Venne ultimata nel 1888. Nel 1886 Casavant Frèresiniziò la costruzione di un nuovo organo di 10 metri, completandolo nel 1891. In particolare consisteva nel primo organo con pedali a combinazione registrabile azionato ad elettricità.

## Avvenimenti recenti
Il 7 dicembre 1978 un incendio doloso distrusse la cappella del Sacro Cuore. Venne ricostruita con i primi due piani riprodotti da vecchi disegni e foto, con volte moderne, retablos e un'enorme pala d'altare bronzea dello scultore del Québec Charles Daudelin.
La chiesa di Notre-Dame è stata elevata a basilica da Papa Giovanni Paolo II durante la sua visita nella città il 11 settembre 1984.
Nel 2000 il funerale di stato provinciale della celebrità canadese Maurice Richard, detto Rocket, fu celebrato davanti a migliaia di persone, sia all'interno che all'esterno della basilica.
Sempre nel 2000 Justin Trudeau vi ha tenuto il suo elogio funebre durante il funerale di stato di Pierre Trudeau, suo padre e 15º primo ministro del Canada. È stato anche lo scenario del matrimonio tra Céline Dion e René Angélil nel 1994.

## Accessi al pubblico

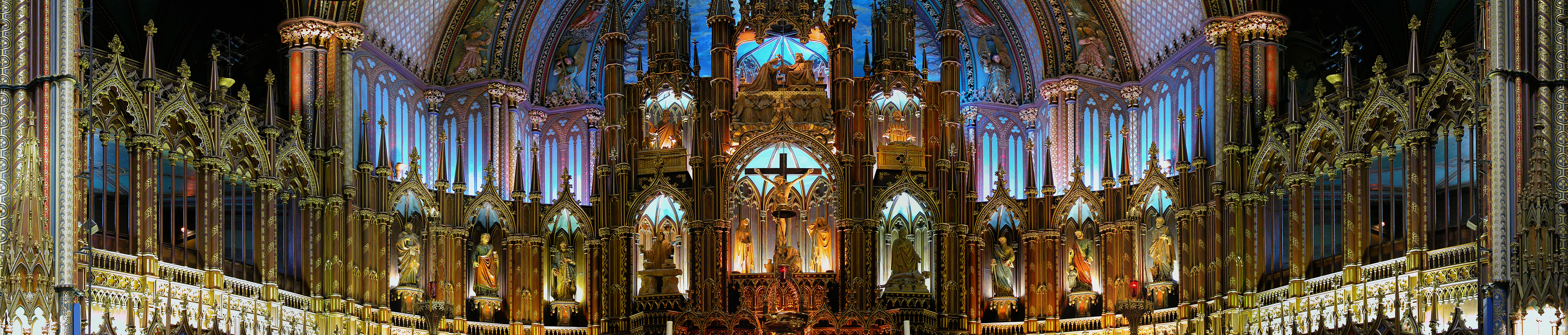
Veduta panoramica dell'interno della basilica

La chiesa offre programmazioni musicali di concerti di organo e corali. È una tradizione fra molti monrealesi di assistere al concerto annuale del Messiah di Handel ogni dicembre a Natale.
Attualmente per entrare alla basilica è richiesta una quota di 14.00 dollari canadesi, a meno che ci si trovi là per assistere alla messa. La sera dal martedì al sabato ha luogo And Then There Was Light, uno spettacolo di suoni e luci che mostra in dettaglio la storia della chiesa (biglietti per gli adulti $10; per gli anziani $9 e per i bambini e ragazzi).
La fermata più vicina della metropolitana è Place-d'Armes.

## Organisti
- Jean Girard (1725-1765)
- Guillaume Mechtler (1792-1832)

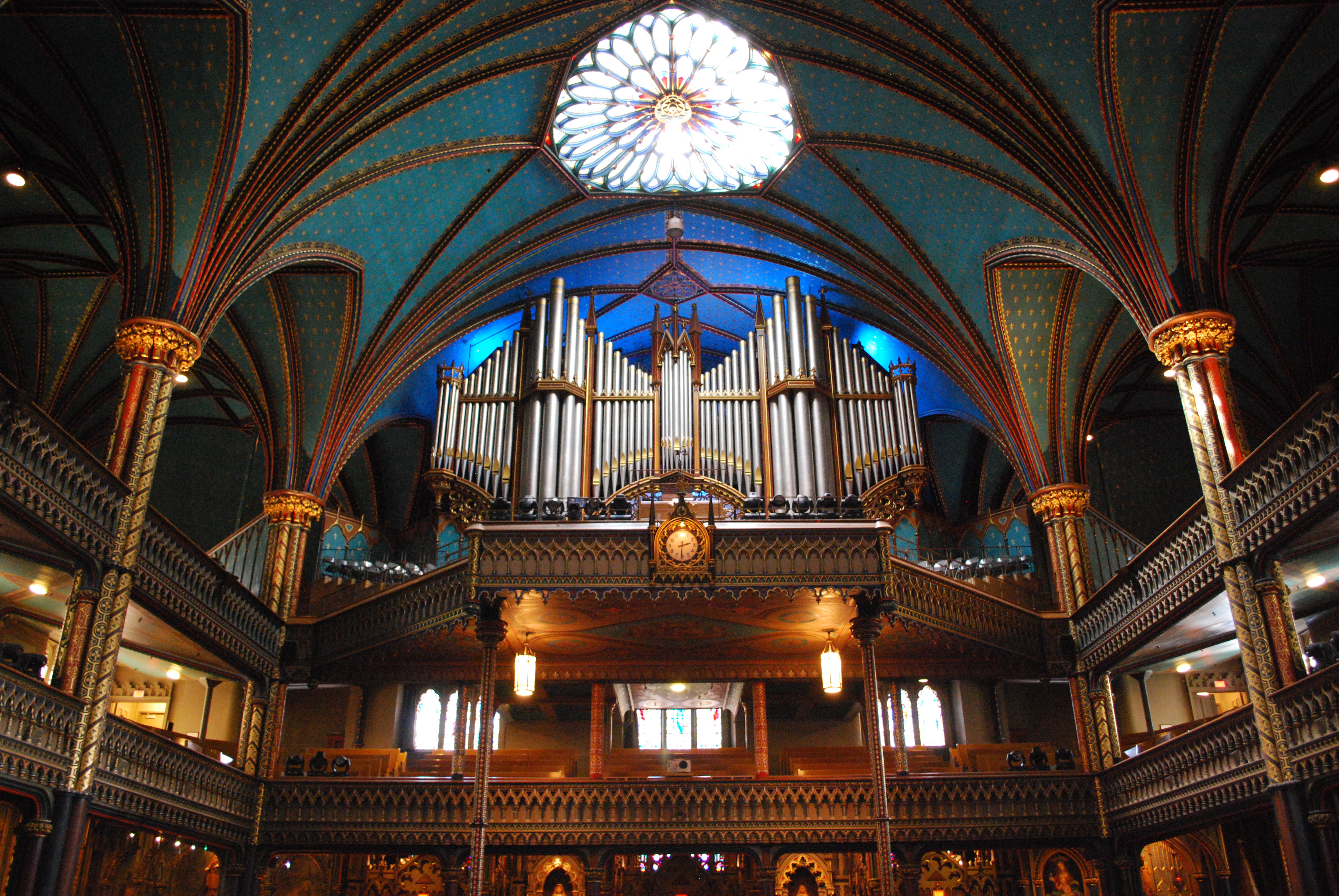
Il tubo dell'organo per la basilica

- Jean-Chrysostome Brauneis II (1833-1844)
- Leonard Eglauch (1845)
- Jean-Baptiste Labelle (1849-1891)
- Alcibiade Béique (1891-1896)
- Joseph-Daniel Dussault (1896-1921, con l'eccezione dell'ottavo mese del 1916)
- August Liessens (1916)
- Benoît Poirier (1921-1954)
- Pierre Grandmaison (1973–presente)